# モトクロッサー

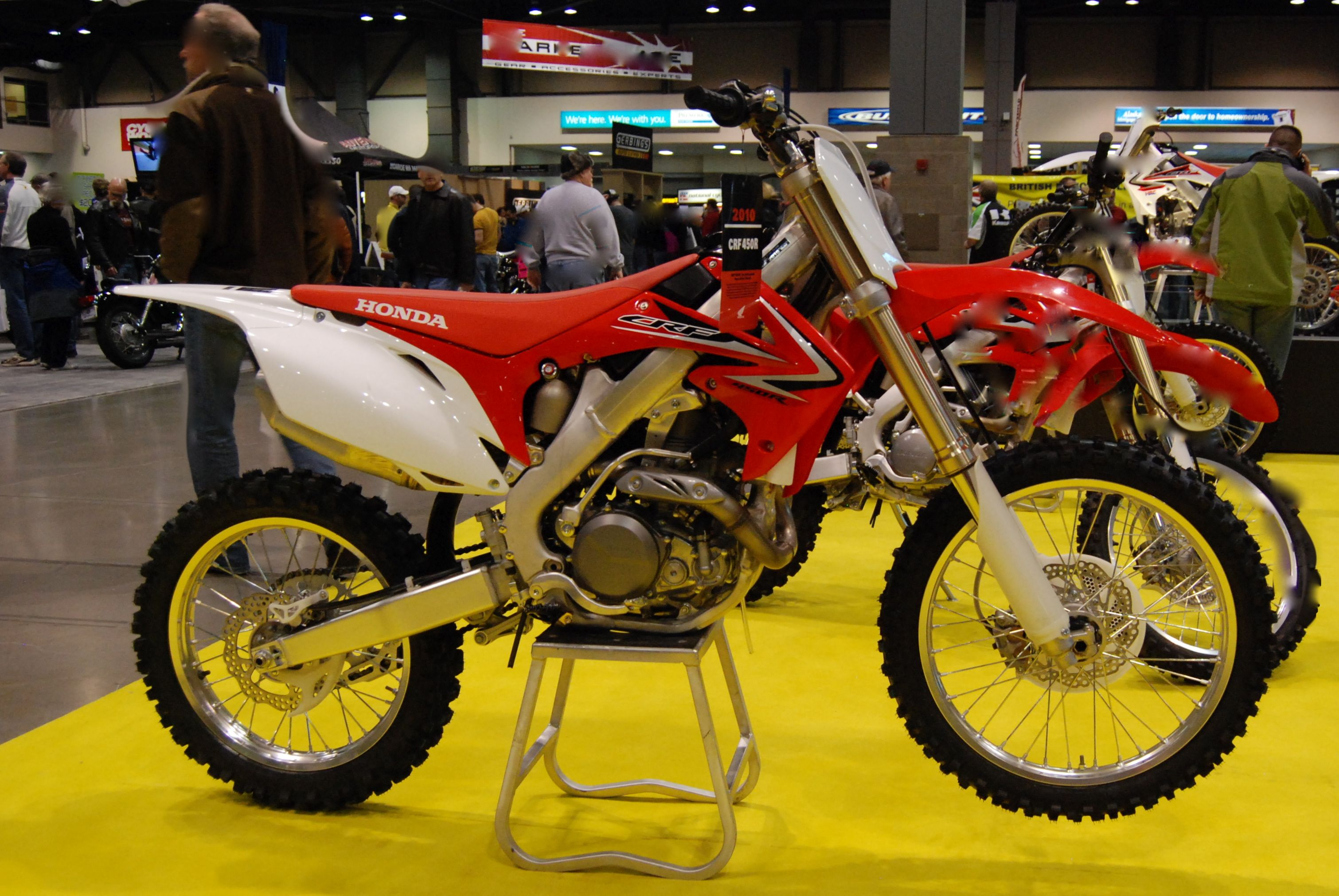
モトクロッサーの一例
Honda CRF450R（2010年型）

モトクロッサー（Motocrosser）は、競技専用オートバイの一種で、モトクロスレースのために作られたものの総称である。

## 概要

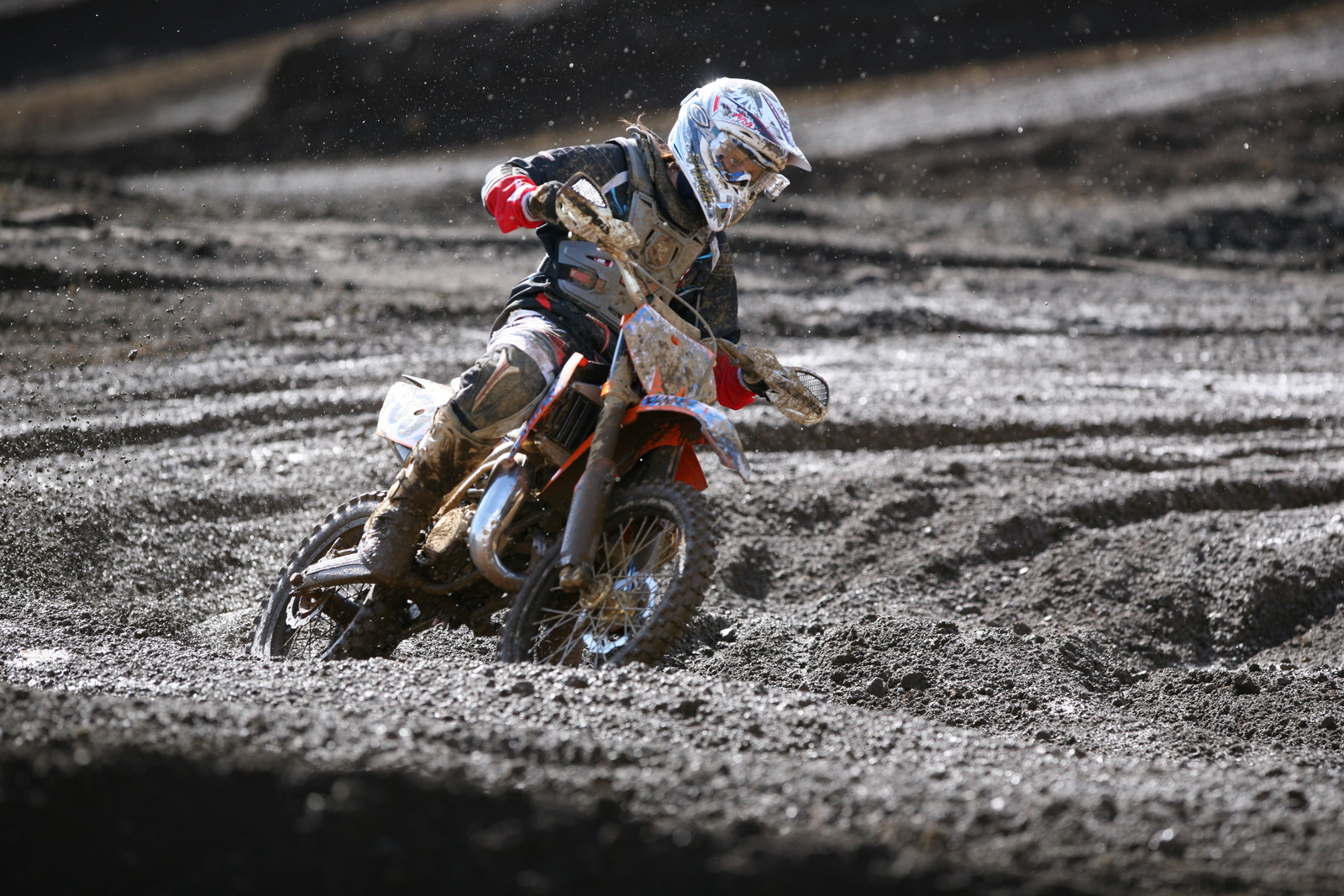
ソフト路用タイヤを使用し、泥濘地を走るモトクロッサー

モトクロッサーは、未舗装路での競技走行を目的として専用に設計された車種をいう。一般に公道を走行することは法規により認められていないが、逆にクローズドコース用と割り切れば免許を取得せずに楽しむことができるため、子供でも楽しむことができるのも魅力である。
搭載エンジンが2ストローク100cc以上または4ストローク175cc以上で、ホイール径が前輪で最大21インチ、後輪で最大19インチのもの、モトクロス世界選手権MXクラス出場車両や日本の2・1・OPENクラス車両がフルサイズと呼ばれるのに対し、それより下の小排気量エンジンで前輪19インチ以下・後輪16インチ以下の車両はミニモトクロッサーの通称で呼ばれている。

モトクロッサーは競技専用車両でレギュレーションぎりぎりまで軽量化するため、前照灯・方向指示器・警笛・バックミラーなどの保安部品がない。また電装系の部品も対応しておらず、サイドスタンドも無い。たとえ自分で保安部品などを装着しても、乗用車として登録に必要な書類がないため、ナンバーを取得することができない。公道走行ができないモトクロッサーは、モトクロスコースなど走行可能な場所までトランスポーターに積載して移動する必要がある。
日本4大メーカーや欧米の多くのオフロードメーカーが製造している他、2021年にトライアンフ、2023年にドゥカティが参入を表明するなど、オフロード競技用バイクの中で特に安定した人気を誇る。また近年は電動モトクロッサーも開発されており、全日本モトクロス選手権では2023年にホンダにより450ccクラスに実戦投入されて首位を争った。

## 車体の特徴

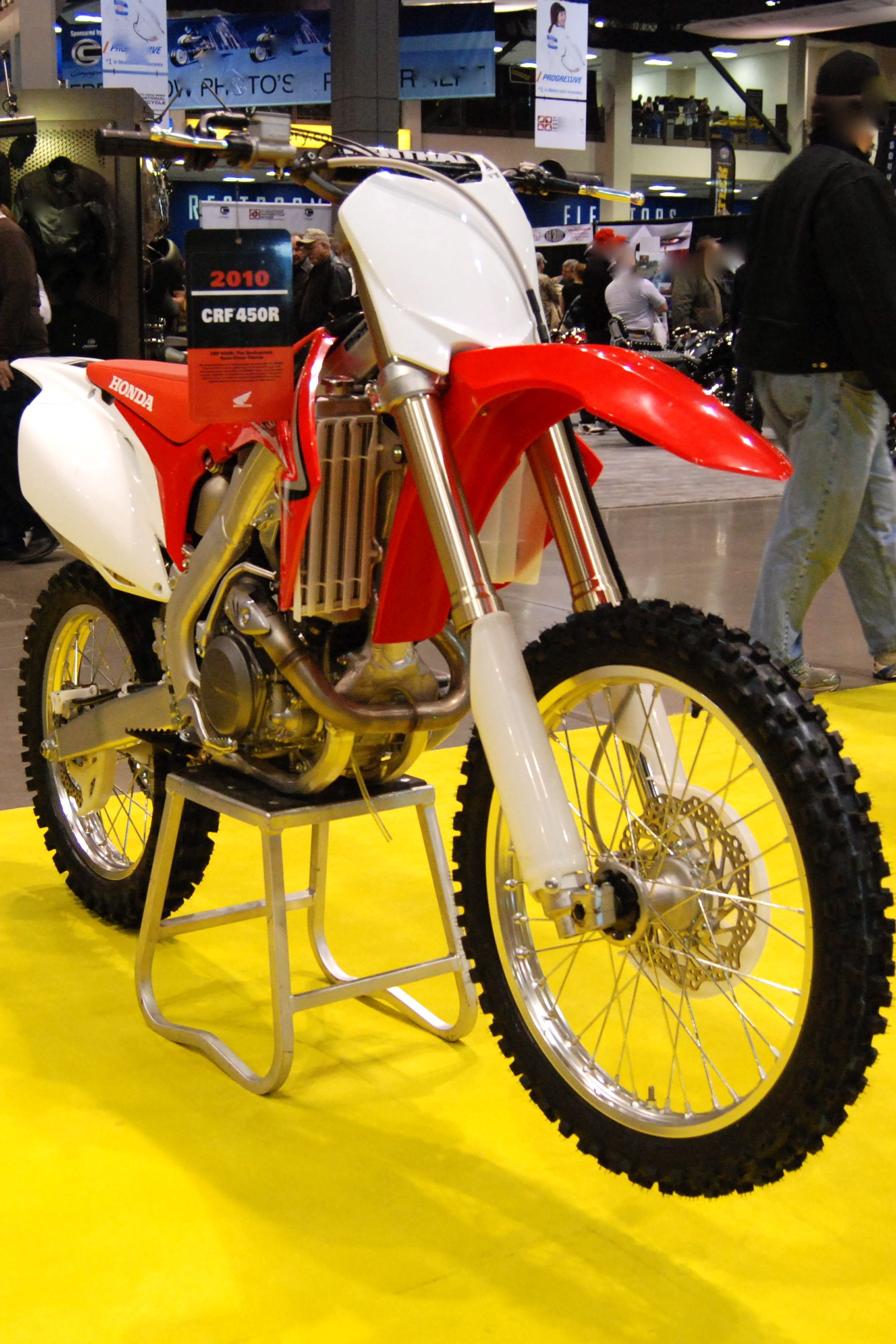
倒立式サスペンション
高い最低地上高
タイヤとフェンダーの間隔が大きく取られている
前照灯始め、電装品が一切ない
スタンドも付いていないのでクランクケース部分が台に載せられて立っている

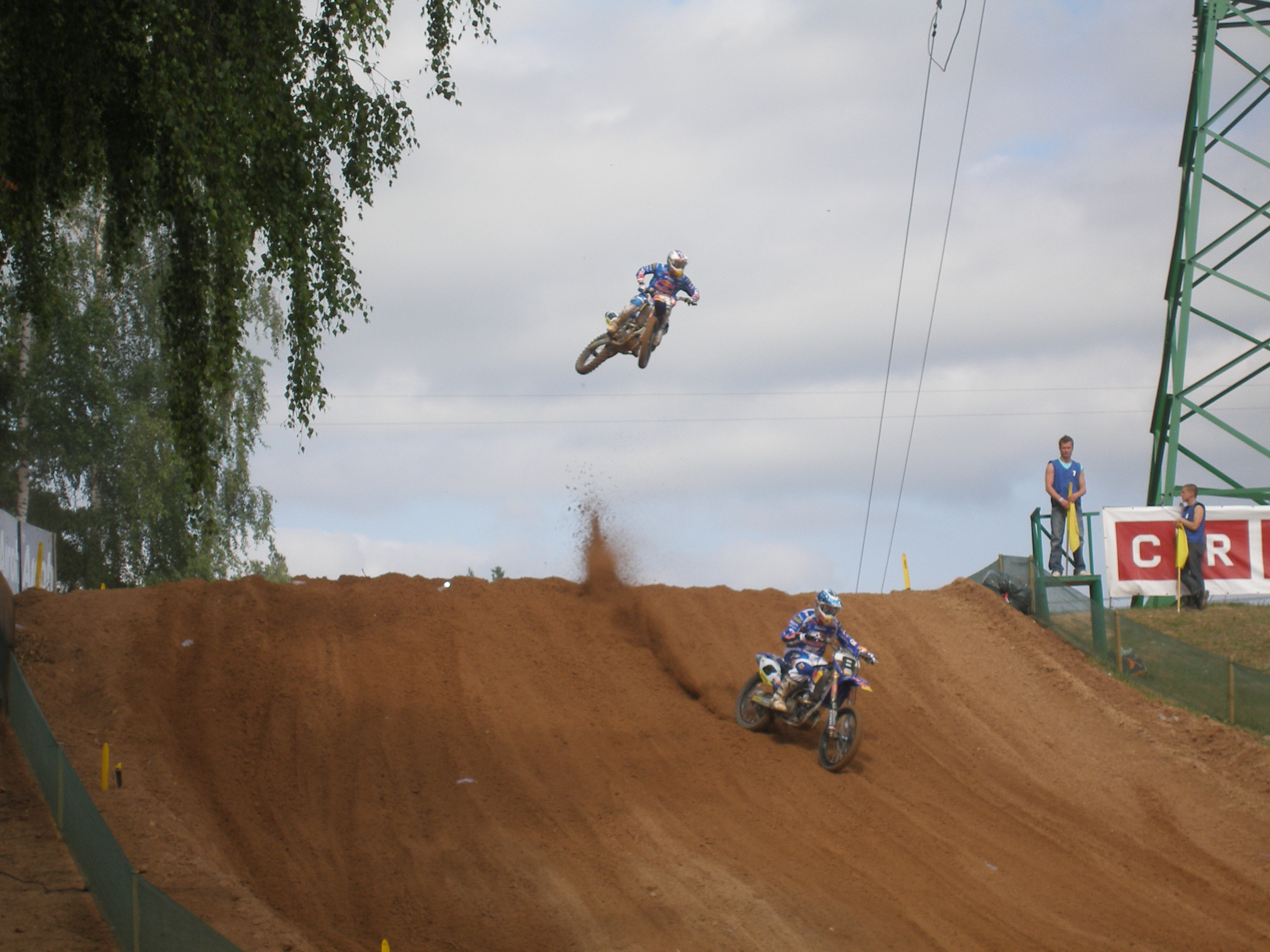
ジャンプ中のモトクロッサーと着地して加速するモトクロッサー

エンジン
モトクロッサーのみならずオフロードバイクの大きな特徴として、車重やトラクションの問題から、必ずしも高出力の大排気量車が有利というわけではない点が挙げられる。現在の最高クラス（MXGP）は、450ccの単気筒が主流となっている。
モトクロッサーのレーシングエンジンの歴史は4ストロークエンジンに始まったが、1960年代後半から1980年代まではパワーウェイトレシオで有利な2ストロークの単気筒エンジンが主流だった。しかし1990年〜2000年代にかけて2ストロークは未燃焼ガスや潤滑用オイルを排気ガスとして大気中へ多く排出するために環境意識の高まりとともに問題視されるようになったこと、4ストロークは技術革新で重量やパワーが大きく改善されたこと、パワーバンドが広く頻繁なギアチェンジを必要としないこと、高速域でのトラクションで有利なことといった様々な理由から4ストロークが主流となっていった。同様に冷却方式も軽量な空冷式が当初用いられていたが、出力を向上させるために、しだいに水冷エンジンが採用されるようになった。ただし軽量・低コストなことを買われ、現在でも2ストロークや空冷は多くのメーカーでラインナップされている。レギュレーションで規定されている4ストロークの最大排気量や市場のラインナップ次第では、2ストロークが有利な場合も未だにあり、ジュニアモトクロス世界選手権のように2ストロークが指定されているシリーズも未だに存在する。
バッテリー
バッテリーは車重の点で不利になるためほとんどの車両が積んでいない。点火プラグにはオルタネーター（発電機）で電気を供給し、エンジン始動はキックペダルで行なう。
燃料タンク
容量は5-8リットル程度である。現在モトクロス世界選手権や全日本モトクロス選手権は30分+1〜2周であり、40分から50分程度を無給油で走行できるタンク容量に設定されている。大きすぎる容量は重量増加や重心位置の悪化につながるため最小限に留められている。
サスペンション
エンデュランサーと比較して、長距離のジャンプから着地する際に衝撃を吸収できるように、長いストローク（可動範囲）量のサスペンションを装備する。一方で鋭いハンドリングも必要になるため、そのセッティングは固めになる。その分ライダーへの負荷が大きくなり、長時間を走行するのは難しくなる。前輪にテレスコピック式の倒立サスペンション、後輪はリンク式のスイングアームを採用している。電装品が全くないので、前照灯や計器類があるべき部分には、背番号を表示するための大きなゼッケンプレートが装備されている。
フレーム
ジャンプを着地した際にサスペンションが最大までストロークするとエンジン下部のフレームと路面が接触しやすくなる。そのため最低地上高が大きめに設計されており、シート高は1m近くに達し、足つきは悪い。
タイヤ
不整地でのグリップ力が高い、ブロックタイヤとも呼ばれる大きなブロック状の突起がついたオフロード専用のモトクロスタイヤが用いられる。モトクロスタイヤのトレッドパターンにはハード路面用、ミディアム路面用、ソフト路面用といった3種類があり、さらにメーカーによっては泥濘地専用のトレッドパターンを製造している場合もある。ハード用タイヤは、硬くしまった路面をブロックの面で接地しグリップさせるため、ブロックの間隔が狭く柔らかいコンパウンドが使用される。対して、ミディアム路面用やソフト路面用など、対応する路面が柔らかくなるほど、泥詰まりを防止するためブロックの間隔が広くなり、タイヤのエッジで路面を捉えるために硬いコンパウンドが採用されている。
モトクロス専用のタイヤはトレールバイクにも装着できるが、タイヤメーカーは一般公道での走行を禁止している。またモトクロスタイヤは舗装路での使用をまったく考慮していなので、公道用のオフロードタイヤに比べ制動距離が長くなり非常に危険である。
フェンダー（泥除け）
フェンダーとタイヤの間に泥が詰まらないようタイヤと大きく離して取り付けられる。フェンダーとタイヤの間隔を離すことで泥を巻き上げやすくなるため、フェンダーは大型のものを採用している。

## 類似車種

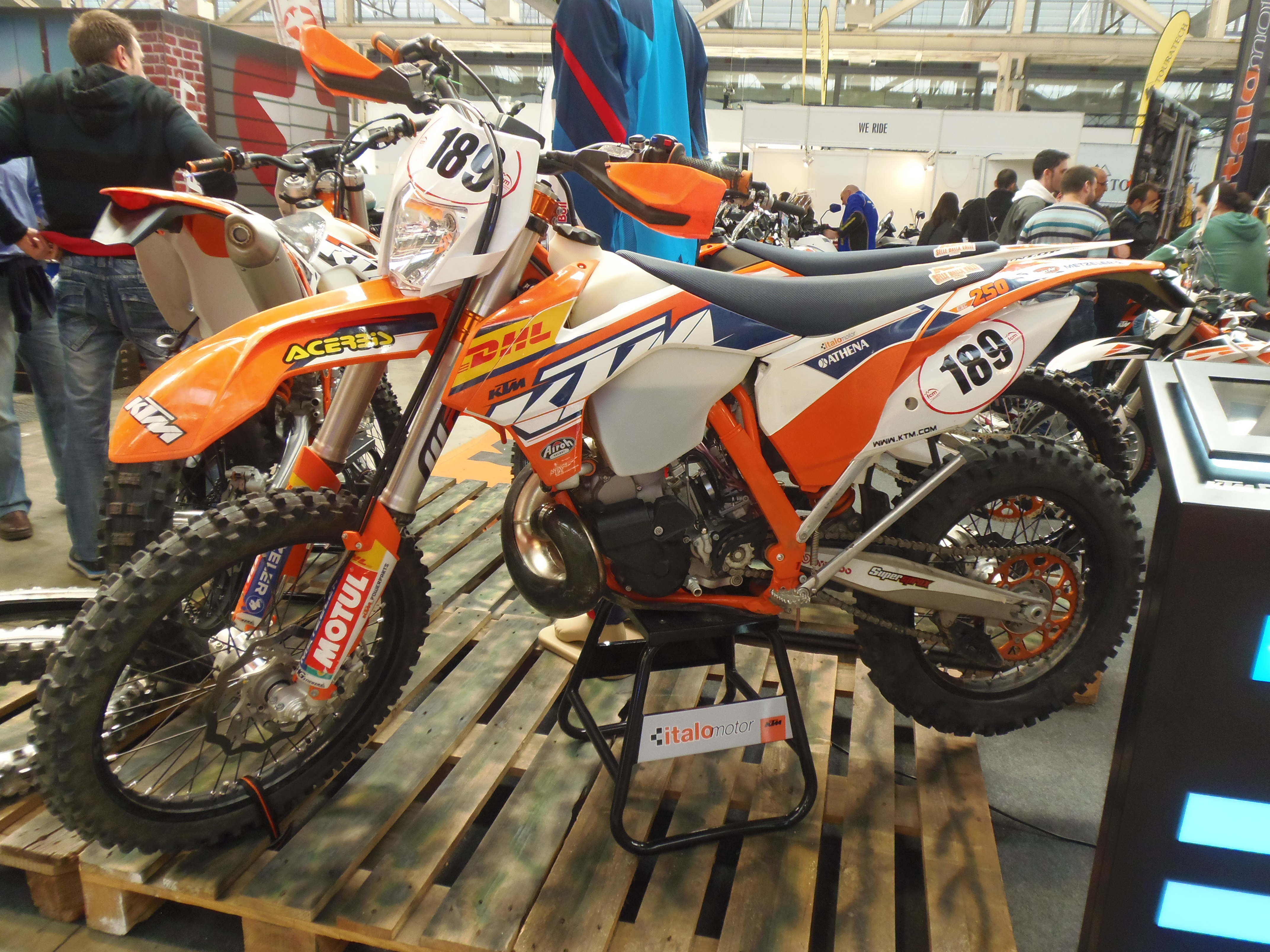
エンデュランサーのKTM・EXC250。ヘッドライト、バックミラーが装着されている。

公道で走行するための保安部品を備えた舗装道路・未舗装道路両対応のオートバイが販売されている。デュアルパーパスやマルチパーパスなどと分類・呼称される。
車両形状はモトクロッサーに似ているが、エンジンの出力特性やサスペンションの特性、舗装路対応オフロードタイヤの採用など公道走行に適するように設計されている。
より距離を伸ばしたエンデューロやラリーレイドのような競技ではモトクロッサーに近い形状の車両が用いられるが、いずれも公道区間の走行が競技に含まれているため、灯火類・バックミラーなどの保安部品が装着されている点が異なる。また足回りやギア、エンジンの設計やセッティングも大きく異なる。

## 主なメーカー

### 日本
- ホンダ
- ヤマハ
- カワサキ
- スズキ

### 海外
- シェルコ
- スコルパ
- KTM
- クォンティア
- アプリリア
- ファンティック
- TM Racing
- イタルジェット
- SWM
- ベータ・モーター
- ガスガス
- モンテッサ・ホンダ
- ハスクバーナ
- フサベル - 2013年ブランド廃止。現在のハスクバーナの母体。
- ゼロ
- アルタ
- TVSモーター